# Сежана
Сежа́на (словен. Sežana) — город в западной части Словении, на границе с Италией. Население города — 4801 человек по данным переписи 2002 года, а население всей общины — 11 842.

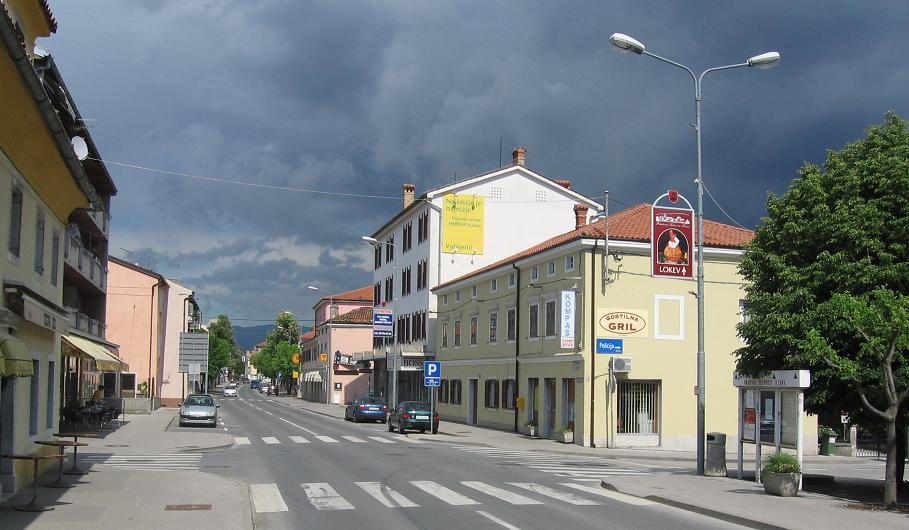
Главная улица Сежаны

## Достопримечательности
Старинный дворец 1927 года постройки в Сежане. Дворец до 2002 года использовался как отель с 20 огромными апартаментами. После этого времени дворец не обслуживался и пришел в запустение.
Пещера Виленица.

## Известные уроженцы
- Дольчи, Данило (1924—1997) — итальянский писатель, поэт, публицист, социолог и общественный деятель, лауреат Международной Ленинской премии «За укрепление мира между народами» (1957).